# وسوولود سمیونوویچ یاکوت
وسوولود سمیونوویچ یاکوت (۱۹۱۲–۳ مارس ۱۹۹۱ (سن ۷۹ سالگی)) بازیگر، کارگردان و معلم تئاتر اهل کشور اتحاد جماهیر شوروی بود. از فیلم‌هایی که وی در آن بازی کرده می‌توان به ابوریحان بیرونی اشاره نمود.